# Salto Oshi
Salto Oshi o Cataratas del Rey Jorge VI Se encuentra en el río Oshi en el oeste de Guyana. Su altura a menudo ha sido registrada en unos 1.600 pies y esa cifra se ha publicado muchas veces durante varias décadas, pero se considera ahora exagerada. (El error puede tener su origen en una medición en pies que se confunde con una medición en metros). La altura de las cataratas no se ha determinado de forma fiable, pero se cree que está entre los 500 y 700 pies. Aunque no es tan alta como hace tiempo se pensaba, su combinación de altura y gran volumen de agua, la convierten en una de las cascadas más impresionantes de la región. Las caídas fueron descubiertas en 1938 por los informes del científico danés Paul A. Zaul.